# Margaret Ely Webb
Margaret Ely Webb (1877 New Jersey – 1965 Santa Barbara) byla americká ilustrátorka, tiskařka a tvůrkyně ex libris. Byla součástí Hnutí uměleckých řemesel na počátku 20. století.

## Životopis
Narodila se v roce 1877 v New Jersey do rodiny se třemi syny. Její otec zemřel někdy před rokem 1918, protože v tomto roce se její matka znovu vdala za Charlese Alberta Storkea, prominenta ze Santa Barbary v Kalifornii a pozdějšího starostu z let 1898–1901.
Webb studovala v New Yorku na umělecké škole Newyorské ligy studentů umění a na soukromé škole Cooper Union. Žila v Bostonu a New Jersey, než se usadila v Santa Barbaře v roce 1922.
Byla členkou Americké ligy profesionálních umělců.
V roce 1950 prodala svůj dlouhodobě obývaný dům na West Micheltorena Street a přestěhovala se na Mountain Drive, kde si z garáže udělala studio. V roce 1954 byla její ilustrace ex libris oceněna společností Dutch Bookplate Society. Zemřela v roce 1965. Kolekce jejích akvarelů lučních květin byla věnována muzeu přírodní historie v Santa Barbaře. Její ilustrace se později staly součástí sbírky Knihovny kongresu a Britského muzea.

### Ilustrace
Byla významnou figurou Hnutí uměleckých řemesel na počátku 20. století. Byla známá svými komplikovanými perokresbami ex libris. Podle deníku Santa Barbara Independent „jeden kritik v roce 1908 napsal, že krása jejích ex libris, rozmetala jeho předsudky vůči ženám-umělkyním”. Webb vytvořila ex libris pro významné obyvatele Santa Barbary, včetně nevlastního bratra, novináře a politika, Thomase M. Storkea. Ve 40. letech začala používat dřevořez. Malovala také akvarelem a olejem. Je primárně připomínána pro svou ilustrátorskou práci dětské literatury. Její ilustrace se objevily také v mnoha časopisech.

### Soukromý život
Byla talentovanou hudebnicí a zahradnicí. Zahrady u jejího domu v Santa Barbaře byly obdivovány po celém jižním pobřeží.

## Galerie

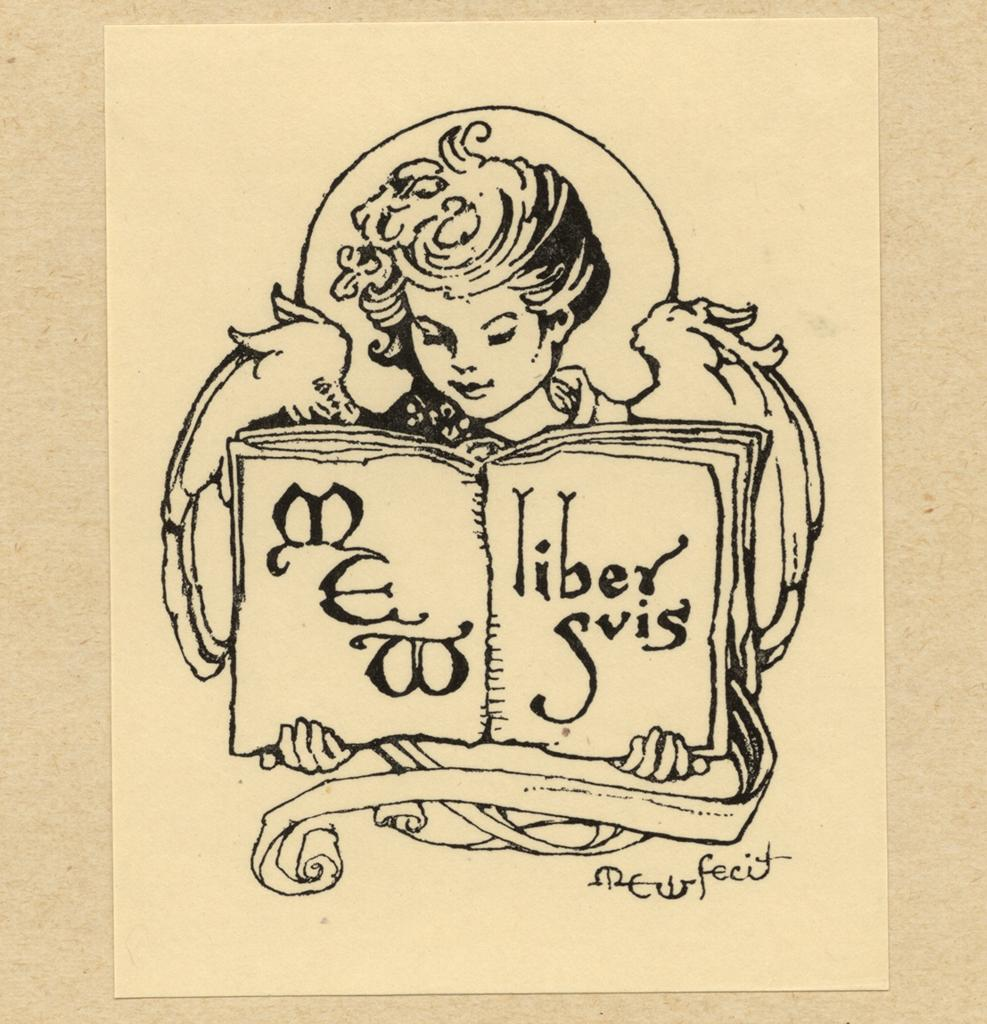
Margaretina vlastní ex libris
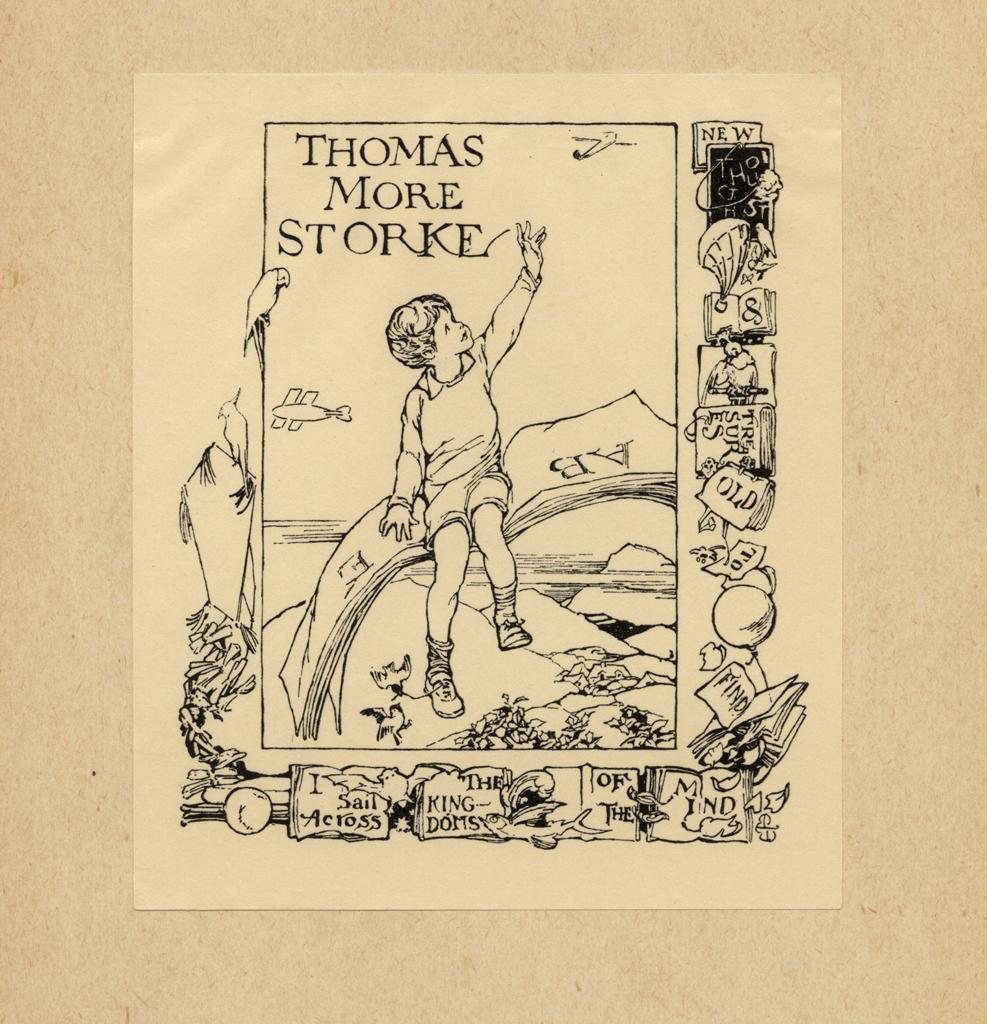
Ex libris bratra Thomase Storkea
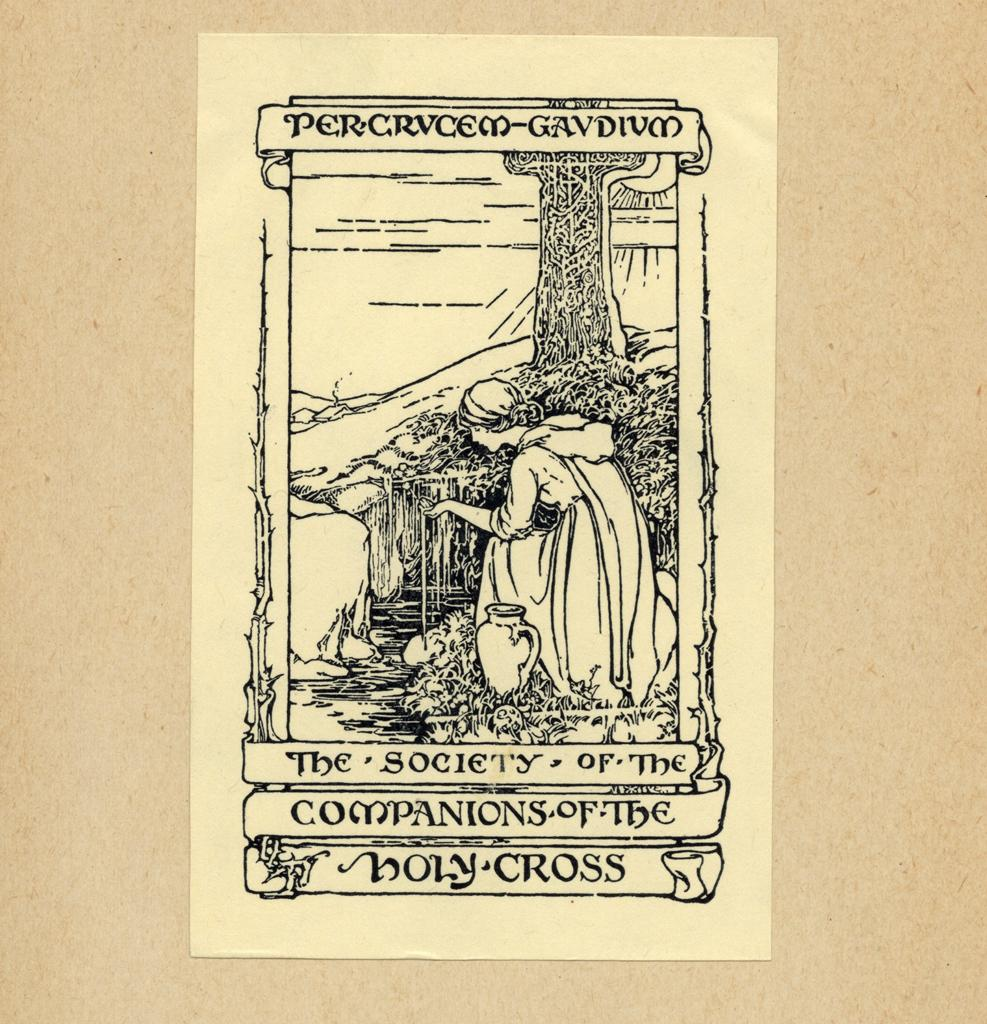
Ex libris Společnost tovaryšů svatého Kříže
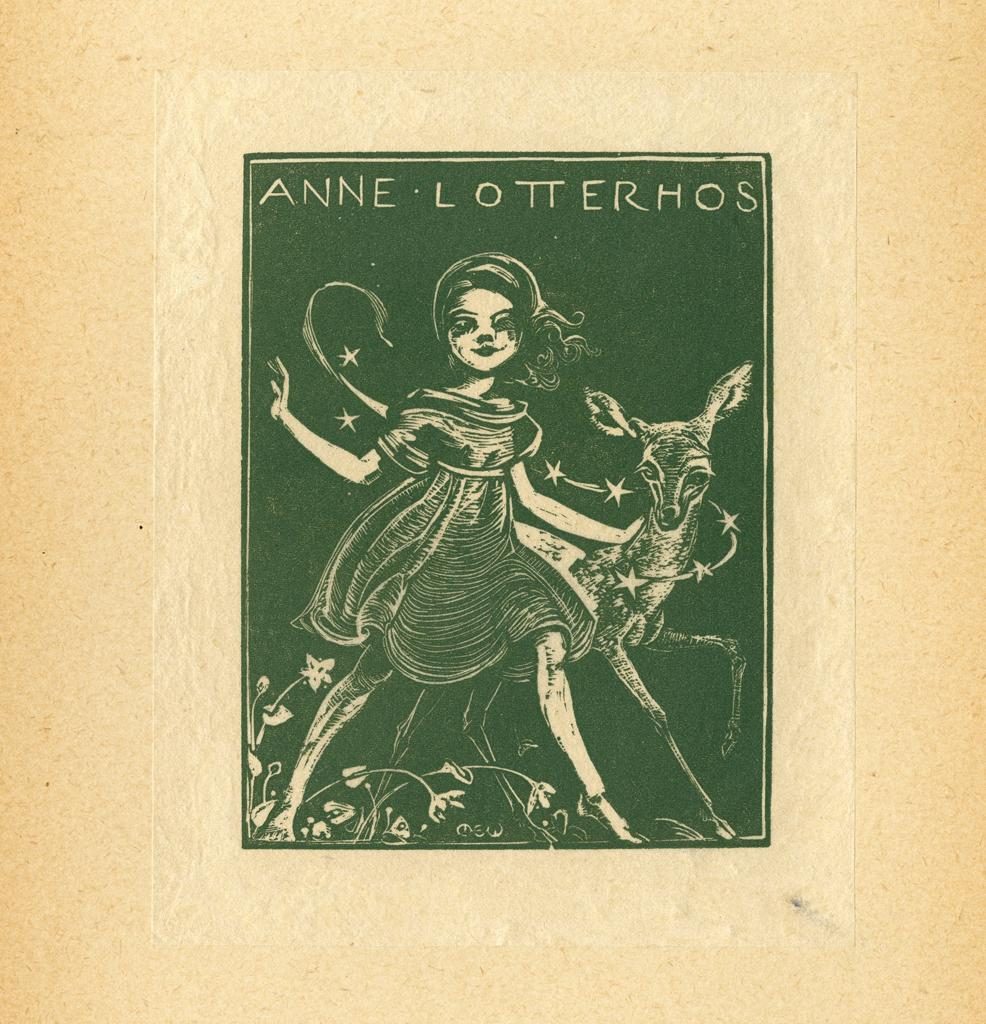
Ex libris Anne Lotterhos
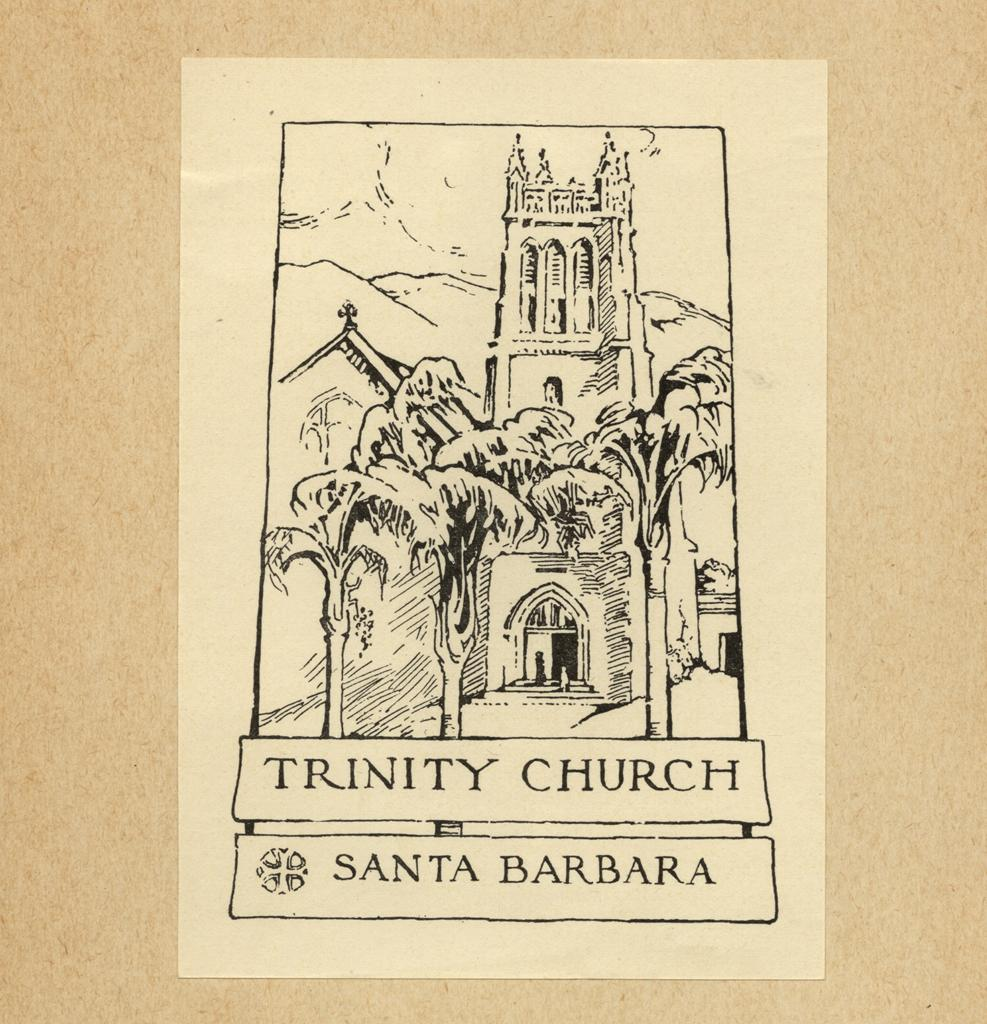
Ex libris kostela Svaté Trojice v Santa Barbaře
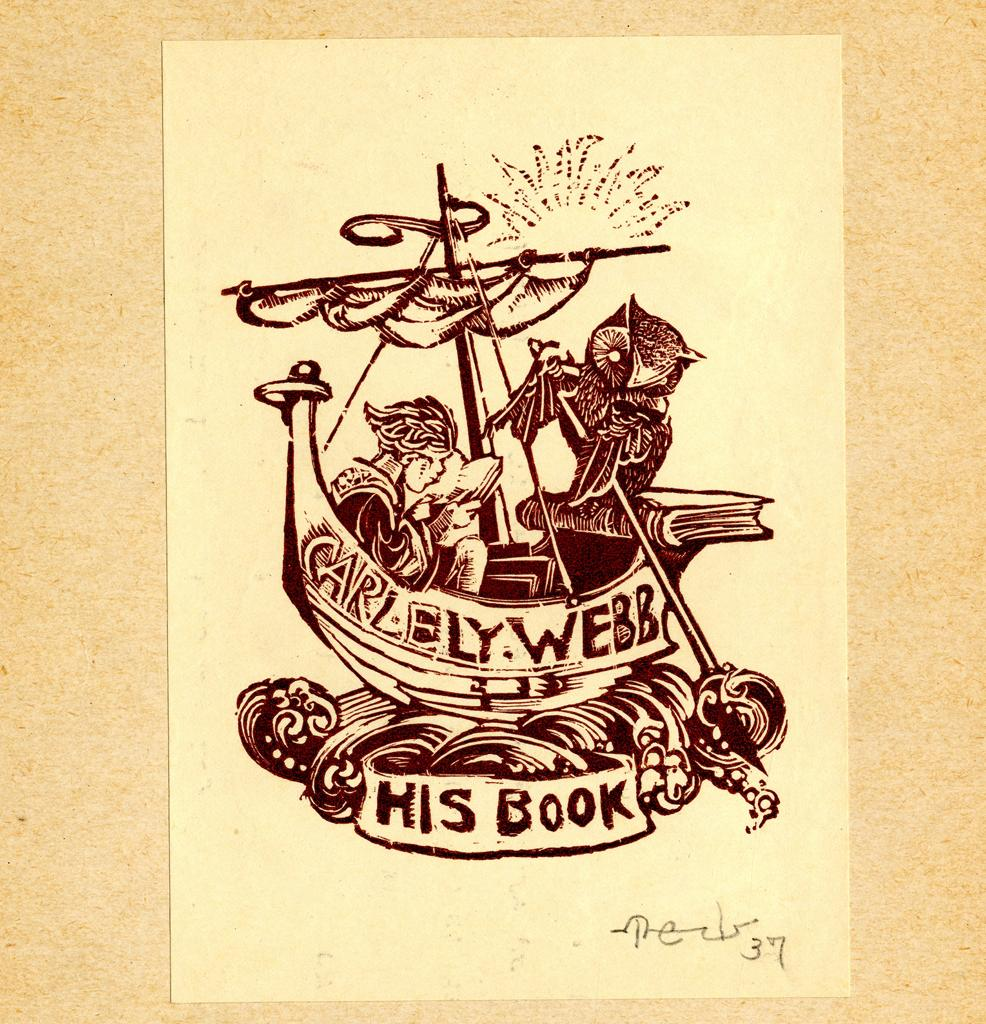
Ex libris příbuzného Carla Ely Webba